# Зеленохорски ръкопис
Зеленохорският ръкопис (на чешки: Rukopis zelenohorský) е ръкопис, съдържащ две поеми на старочешки език.
Открит в чешкия замък Зелена Хора през 1817 година, първоначално той е приет за автентичен паметник на средновековната чешка литература.
Днес се смята, че ръкописът, заедно с подобния Краловедворски ръкопис, са фалшификати, вероятно изработени от филолога Вацлав Ханка и неговия приятел Йозеф Линда.